# Tony Judt
Tony Judt (Londres, 2 de enero de 1948 - Nueva York, 6 de agosto de 2010) fue un historiador y escritor británico, profesor en varias universidades. Especializado en Europa, dirigió el Erich Maria Remarque Institute en la Universidad de Nueva York. Fue colaborador habitual de la revista New York Review of Books.

## Biografía
Su madre y padre, que procedían del extranjero y eran de origen judío, estaban secularizados: su padre nació en Bélgica y de niño emigró primero a Irlanda y luego a Inglaterra; por su parte, los padres de su madre habían emigrado de Rusia a Rumania.
Pero al igual que muchos otros padres judíos que vivieron en la Europa de la posguerra, los de Tony Judt le mandaron a la escuela hebrea, donde pudo empaparse en la cultura yidis. Esa experiencia marcaría su futuro.
Tony Judt ayudó a promover la migración de los judíos británicos a Israel. En 1966, tras haber ganado una posición en el King's College de Cambridge, tomó un año sabático y se fue a trabajar en el kibutz Machanaim. Cuando Nasser expulsó a las tropas de la ONU en el Sinaí en 1967, e Israel se movilizó para la guerra, como muchos judíos europeos, se ofreció a sustituir a los miembros del kibutz, que habían sido llamados a filas. Durante y después de la Guerra de los Seis Días, trabajó como conductor y como traductor para las Fuerzas de Defensa de Israel.
Tras la guerra, comenzó a pensar que la empresa sionista comenzaba a desmoronarse.
De todos modos, su paso por el sionismo le dio la fuerza moral para poder decir lo que pensaba años después: “En los próximos años Israel va a devaluar, socavar y destruir el significado y la utilidad del Holocausto, reduciéndolo a lo que mucha gente ya dice que es: la excusa para su mal comportamiento”.
Formado en Cambridge, gracias al sistema de becas británico, luego Tony Judt enseñó desde muy joven en el Reino Unido, así como especialmente en los Estados Unidos, donde finalmente moriría, a temprana edad.
Al prolongar sus estudios en Francia, pudo conocer de cerca el ambiente de las grandes Escuelas parisinas (que no admiró demasiado), como tampoco le atrajeron demasiado las ideas revolucionaria del 68 francés (se sentía más bien sionista, por entonces). Su gran descubrimiento, gracias al poliglotismo familiar y personal, fue el de textos de escritores polacos y checos, desde 1990.
El 4 de octubre de 2006, Judt tenía programado un discurso en el consulado polaco en Nueva York, pero fue cancelado. Según el periódico The New York Sun: «la aparición en el consulado polaco fue cancelada después de que el gobierno polaco decidió que las opiniones del Sr. Judt sobre Israel no eran compatibles con las relaciones de amistad entre Polonia y el Estado judío».
En 2008, a Judt se le diagnosticó esclerosis lateral amiotrófica. A partir de octubre de 2009, quedó paralizado desde el cuello hasta abajo; murió en 2010.

## El historiador
De su interés inicial por la historia de la izquierda en la Francia contemporánea son resultado sus dos monografías: La reconstrucción del partido socialista: 1921-1926 (1976) y Socialismo en Provence, 1871-1914 (1979).
Enseguida abundó en la historia intelectual de Francia: Marxismo e izquierda francesa (1990), y Pasado imperfecto: intelectuales franceses, 1944-1956 (1992), en donde incorporaba informaciones de sus lecturas de intelectuales foráneos. Por entonces pasaba por ser un experto en asuntos franceses contemporáneos, en un entrecruce de ideología, filosofía, política y literatura.
Tony Judt amplió horizontes con su libro ¿Una gran ilusión?: un ensayo sobre Europa (1996); pero volvió a intentar completar sus ideas sobre Francia, discutidas, pero de moda ya, con El peso de la responsabilidad: Blum, Camus, Aron, y la Francia el siglo XX (1998).
De otro tipo fueron sus panorámicas posteriores: Posguerra: una Historia de Europa desde 1945 (2005); y Sobre el olvidado siglo XX (2008), una colección de sus artículos publicados en The New Yorker que habían supuesto su lanzamiento mundial como comentarista y divulgador. En sus últimos diez años, Judt ha participado en muchos debates estadounidenses.
Cierran su obra dos textos autobiográficos, muy difundidos: El refugio de la memoria (2010), y Pensar el siglo XX (2012), este último un largo diálogo con Timothy Snyder, un historiador estadounidense de Ohio veinte años más joven que él.
Su crítica del pensamiento francés lo llevó a ciertos desenfoques de su historia intelectual. Defendió los "Estados democráticos y constitucionales fuertes, con una fiscalidad alta y activamente intervencionistas, que podían abarcar sociedades de masas", con lo que se oponía al triunfo financiero y sus avaladores en el siglo XXI.
En ocasiones, la percepción de esa realidad, ajena, le resultó complicada, pese a su gran eco mediático. Así, el 19 de julio de 1995, Judt publicó un artículo en The New York Times, alabando la decisión de Jacques Chirac de decir al fin la verdad sobre el comportamiento de la Francia de Vichy entre 1940 y 1945, y denunciando el comportamiento vergonzoso, según decía, de los intelectuales franceses; afirmaba que Jean Paul Sartre o Michel Foucault se habrían mantenido silenciosos por sus simpatías hacia el marxismo. Ese juicio lo haría extensivo a otros, como Roland Barthes o Jacques Derrida. Éste respondió en una conferencia parisina de 1997 recordando que, entre otras muchas acciones colectivas de denuncia previas, ya en 1992, varios autores (Debray, Castoriadis, Derrida, Sarraute, Boulez, Piccoli, etc.) habían escrito una carta abierta a François  Mitterrand, para que reconociese oficialmente el papel de Vichy, aparte del absurdo de citar a Foucault como marxista, o de simplificar las críticas de Sartre o de otros a la historia nacional. Cuatro días más tarde, en julio de 1995, el profesor Kevin Anderson, de la universidad de Northern Illinois, publicó una carta en ese periódico, en esa misma línea, pero su eco fue limitado.

## Críticas
A la muerte de Judt, el historiador Eric Hobsbawm con el que mantuvo discrepancias ideológicas, escribió con cierta ironía: "En mi opinión, su fase francesa combinaba una impresionante erudición con  resultados históricamente triviales". Y concluía: "se había hecho un nombre como académico agresivo; su posición básica era de tipo forense: no la del juez sino la del abogado de la acusación, cuyo objetivo no es la verdad ni la veracidad, sino ganar el caso. Preguntarse por las posibles debilidades de la propia posición no es crucial, aunque esto es lo que debe hacer el historiador de los grandes espacios, de los largos periodos y complejos procesos. Pero sus décadas formativas como acusador intelectual no evitaron que Tony se transformara en un historiador maduro, considerado e informado".

## Libros publicados
- La reconstruction du parti socialiste: 1921-1926. Presses de la Fondation nationale des sciences politique (1976)
- Socialism in Provence 1871-1914: A Study in the Origins of the Modern French Left (1979)
- Marxism and the French Left: Studies on Labour and Politics in France 1830-1982 (1990)
- Past Imperfect: French Intellectuals, 1944-1956 (1992)
- A Grand Illusion?: An Essay on Europe (1996)
- The Burden of Responsibility: Blum, Camus, Aron, and the French Twentieth Century (1998).
- Postwar: A History of Europe Since 1945 (2005)
- Reappraisals: Reflections on the Forgotten Twentieth Century (2008)
- Ill Fares the Land (2010)
- The Memory Chalet (2010)
- Thinking the Twentieth Century (2012), diálogo con Timothy Snyder.

## Obras publicadas en España
- 2006 - Postguerra, una historia de Europa desde 1945, Taurus. Traducción de Jesús Cuéllar y Victoria Gordo del Rey.
- 2007 - Pasado imperfecto, los intelectuales franceses 1944-1956, Taurus. Traducción de Miguel Martínez-Lage.
- 2008 - Sobre el olvidado siglo XX, Taurus. Traducción de Belén Urrutia.
- 2010 - Algo va mal, Taurus.[12] Traducción de Belén Urrutia.
- 2010 - El refugio de la memoria, Taurus. Traducción de Juan Ramón Azaola.
- 2012 - Pensar el siglo XX, Taurus,[13] escrito en colaboración con Timothy Snyder. Traducción de Victoria Gordo del Rey.
- 2013 - ¿Una gran ilusión?: Un ensayo sobre Europa, Taurus. Traducción de Victoria Gordo del Rey.
- 2014 - El peso de la responsabilidad, Taurus. Traducción de Juan Ramón Azaola.
- 2015 - Cuando los hechos cambian, Taurus.Traducción de Juan Ramón Azaola y Belén Urrutia.